# 稀府車站
稀府車站（日语：／ Mareppu eki */?）是一個位於日本北海道伊達市南稀府町，由北海道旅客鐵道（JR北海道）所經營的鐵路車站，是室蘭本線沿線的車站之一。
站名源自阿伊努語的「emawri-oma-re-p」（有草莓的地方）。

## 車站結構
側式月台、島式月台複合型2面3線的地面車站。但是島式月台的站舍側1線（2號軌道、中線）在1983年（昭和58年）時是上下行共用，1993年（平成5年）起視為側線處理。各月台以站舍側側式月台北側與島式月台北側的站內平交道聯絡。

## 相鄰車站
北海道旅客鐵道
室蘭本線
■特急「北斗」
通過
■普通
北舟岡（H37）－稀府（H36）－黄金（H35）